# 松吉乡
松吉乡是中国福建省宁德市古田县已经撤销的一个乡。

## 历史沿革
2004年，松吉乡撤销，并入新成立的城西街道。

## 行政区划
撤销前的松吉乡共辖24个行政村，分别是：
松台村、吉兆村、罗华村、前坂村、沽洋里村、浣中村、浣下村、局下村、苏洋厝村、官江村、枣坪村、宝峰村、连墩村、罗峰村、下洋村、巴斗村、安洋村、长岭村、宝溪村、曹洋村、龙亭村、华山村、樟上村、莲桥村、古田溪电厂。